# Antonio Benarrivo
Antonio Benarrivo (Brindisi, 1968. augusztus 21. –) világbajnoki ezüstérmes olasz labdarúgó, hátvéd.

## Pályafutása

### Klubcsapatban
1986 és 1989 között szülővárosa csapatában, a Brindisiben játszott. 1989 és 1991 között a Padova játékosa volt. 1991 és 2004 között pályafutása meghatározó részét a Parma együttesében töltötte, ahol három olasz kupa, egy kupagyőztesek Európa-kupája és két UEFA-kupa győzelmet ért el a csapattal. 2004-ben vonult vissza az aktív labdarúgástól.

### A válogatottban
1993 és 1997 között 23 alkalommal szerepelt az olasz válogatottban. Tagja volt az 1994-es világbajnoki ezüstérmes csapatnak.

## Sikerei, díjai
Olaszország
- Világbajnokság
  - ezüstérmes: 1994, Egyesült Államok

 Parma
- Olasz kupa (Coppa Italia)
  - győztes: 1992, 1999, 2002
- Olasz szuperkupa (Supercoppa italiana)
  - győztes: 1999
- Kupagyőztesek Európa-kupája (KEK)
  - győztes: 1992–93
- UEFA-szuperkupa
  - győztes: 1993
- UEFA-kupa
  - győztes: 1994–95, 1998–99